# Agrimonieae
Agrimonieae je biljni tribus smješten u potporodicu Rosoideae, dio porodice Rosaceae. Ime je dobio po rodu Agrimonia, ili turica
Podijeljen je na dva potplemena..

## Tribusi i rodovi
Tribus Agrimonieae Lam. & DC.
1. Subtribus Agrimoniinae J. Presl
  1. Spenceria Trimen (2 spp.)
  2. Aremonia Neck. (1 sp.)
  3. Agrimonia L. (21 spp.)
  4. Leucosidea Eckl. & Zeyh. (1 sp.)
  5. Hagenia J. F. Gmel. (1 sp.)
2. Subtribus Sanguisorbinae Torr. & A. Gray
  1. Sanguisorba L. (17 spp.)
  2. Poterium L. (15 spp.)
  3. Sarcopoterium Spach (1 sp.)
  4. Dendriopoterium Svent. (2 spp.)
  5. Bencomia Webb & Berthel. (4 spp.)
  6. Marcetella Svent. (2 spp.)
  7. Poteridium Spach (2 spp.)
  8. Cliffortia L. (124 spp.)
  9. Polylepis Ruiz & Pav. (45 spp.)
  10. Margyricarpus Ruiz & Pav. (12 spp.)
  11. Acaena Mutis ex L. (56 spp.)